# Жан-П'єр Верметтен
Жан-П'єр Верметтен (6 лютого 1895) — бельгійський ватерполіст і плавець.
Срібний призер Олімпійських Ігор 1924 року, учасник 1920 року.